# Liste der Auslandsvertretungen Japans

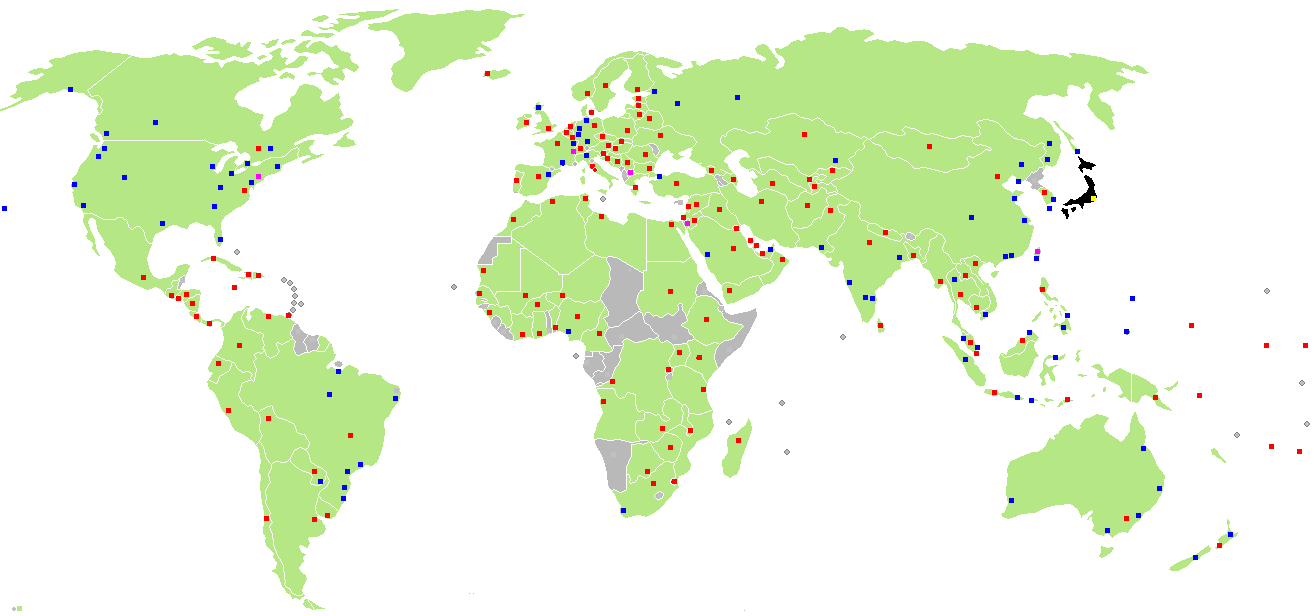
Standorte der diplomatischen Vertretungen Japans: Botschaften (rot), Konsulate (blau) und andere Vertretungen (pink)

Dies ist eine Liste der diplomatischen und konsularischen Vertretungen Japans.

## Diplomatische und konsularische Vertretungen

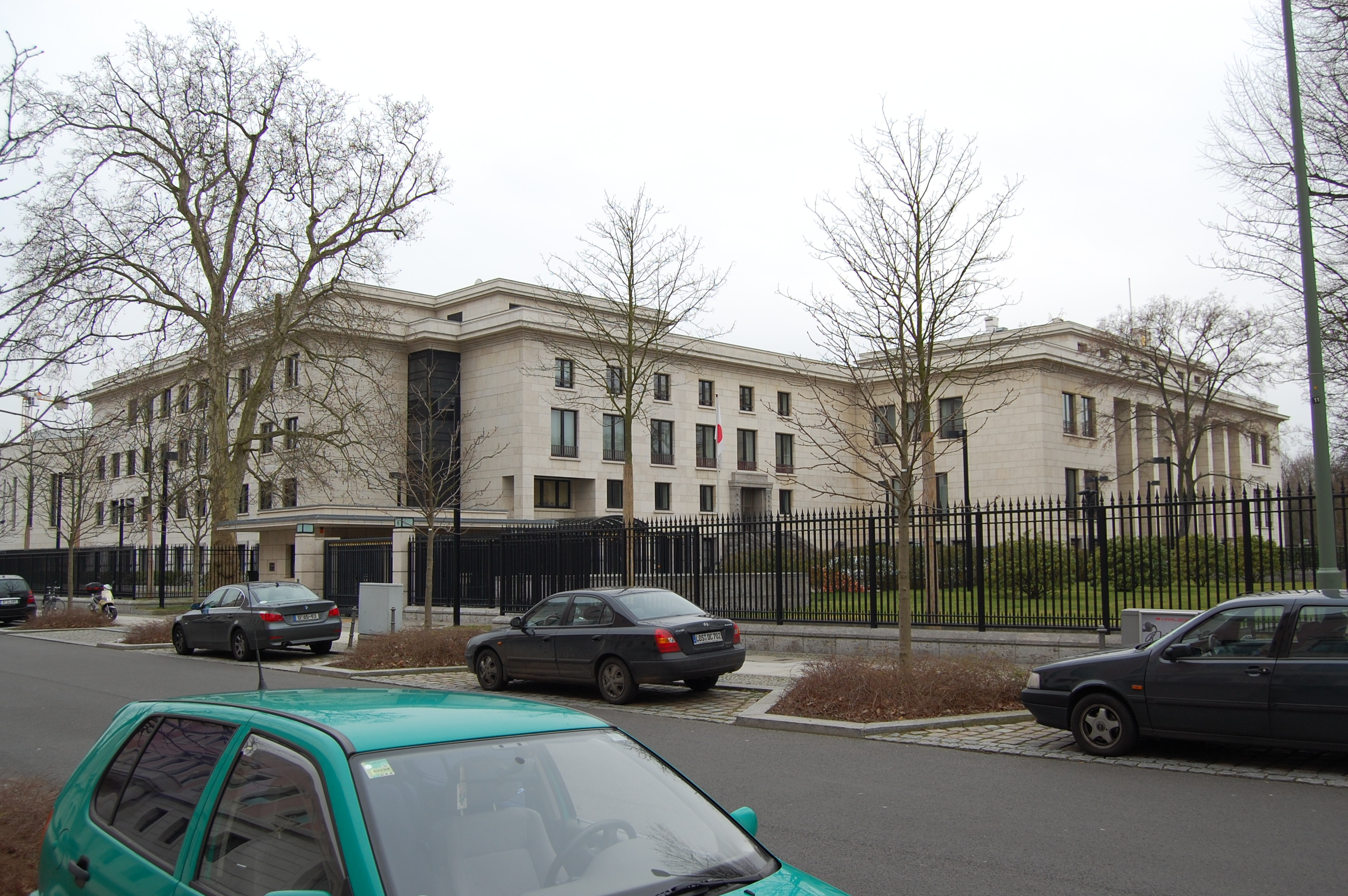
Japanische Botschaft in Berlin

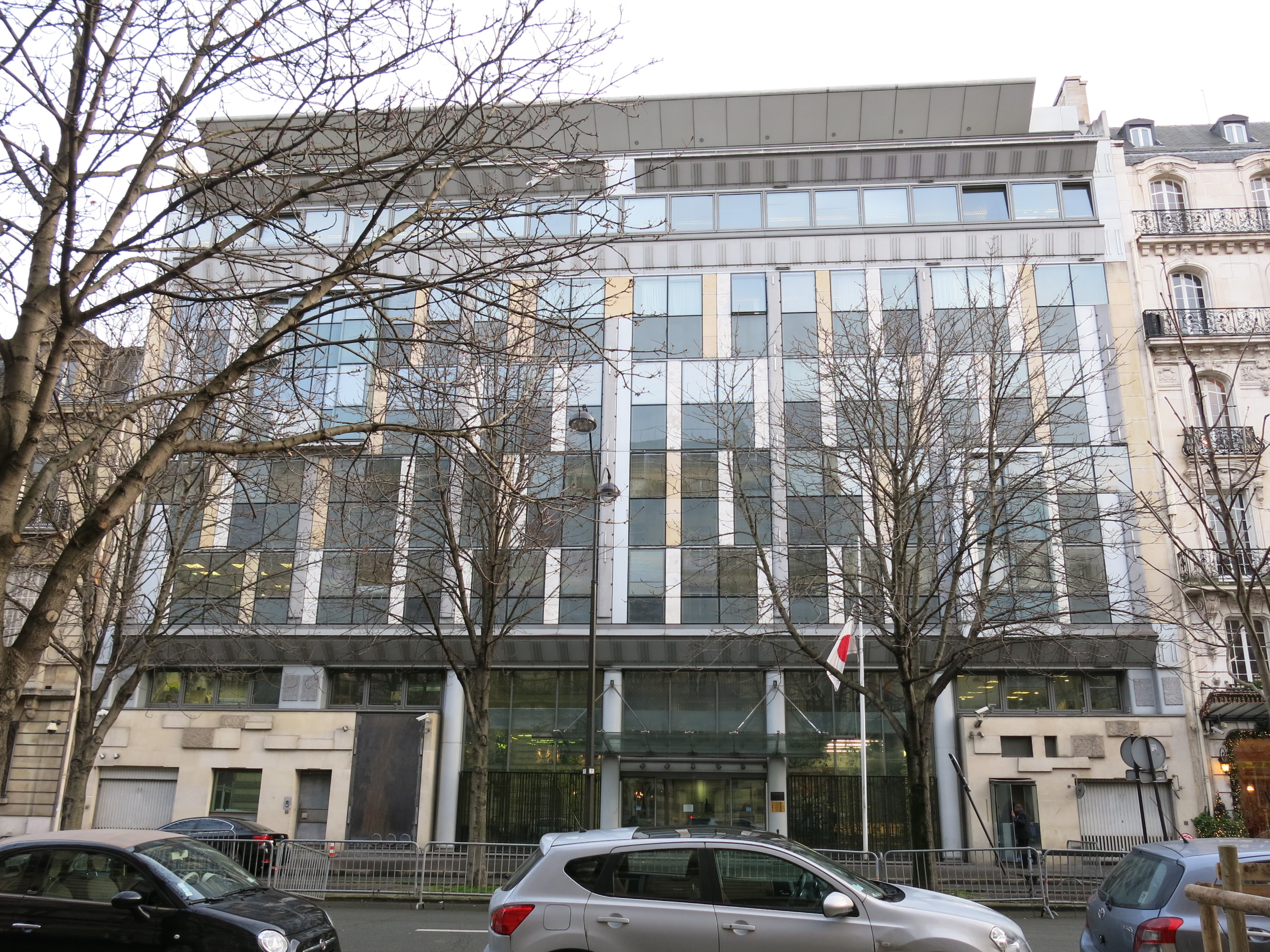
Japanische Botschaft in Paris

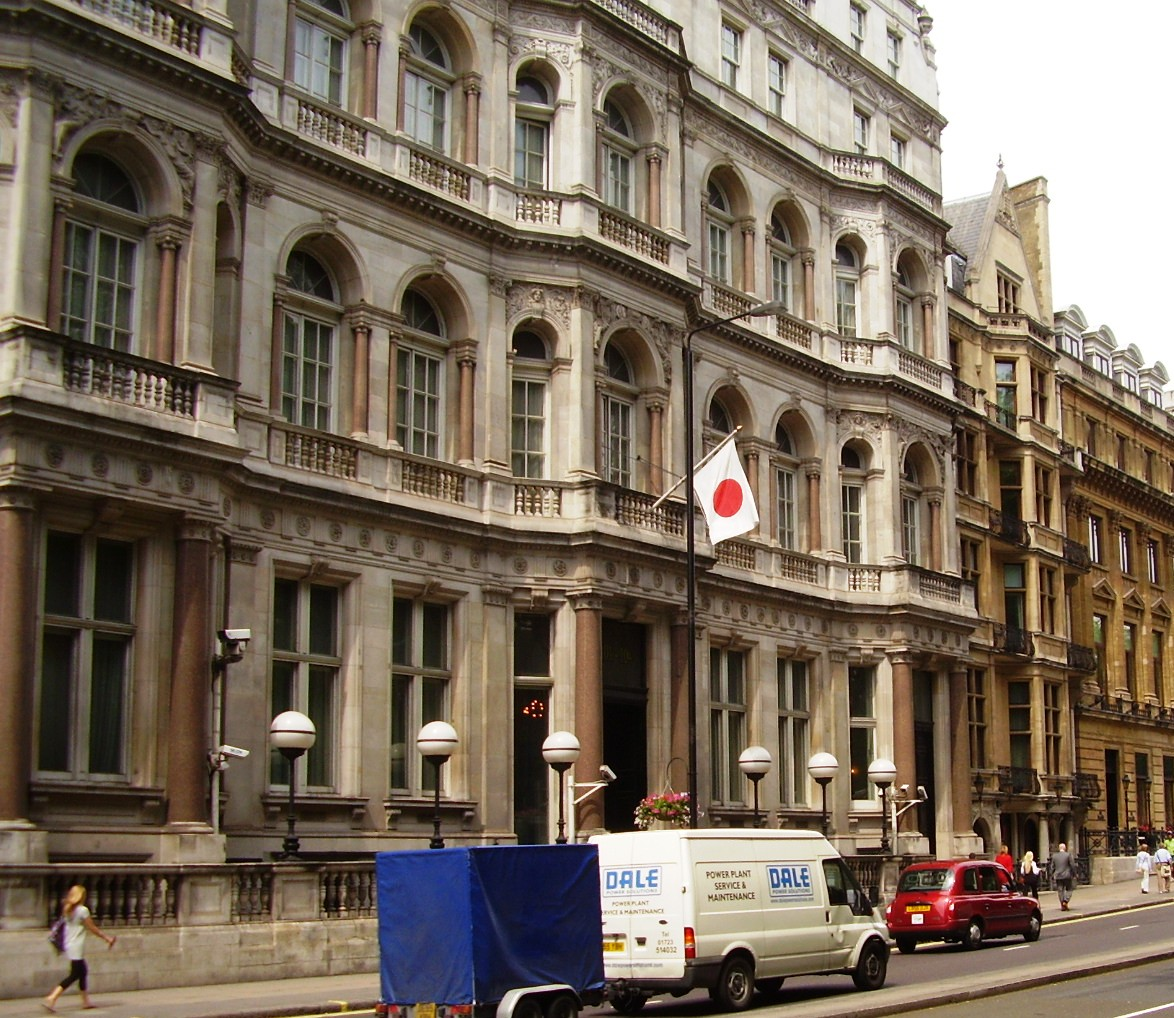
Japanische Botschaft in London

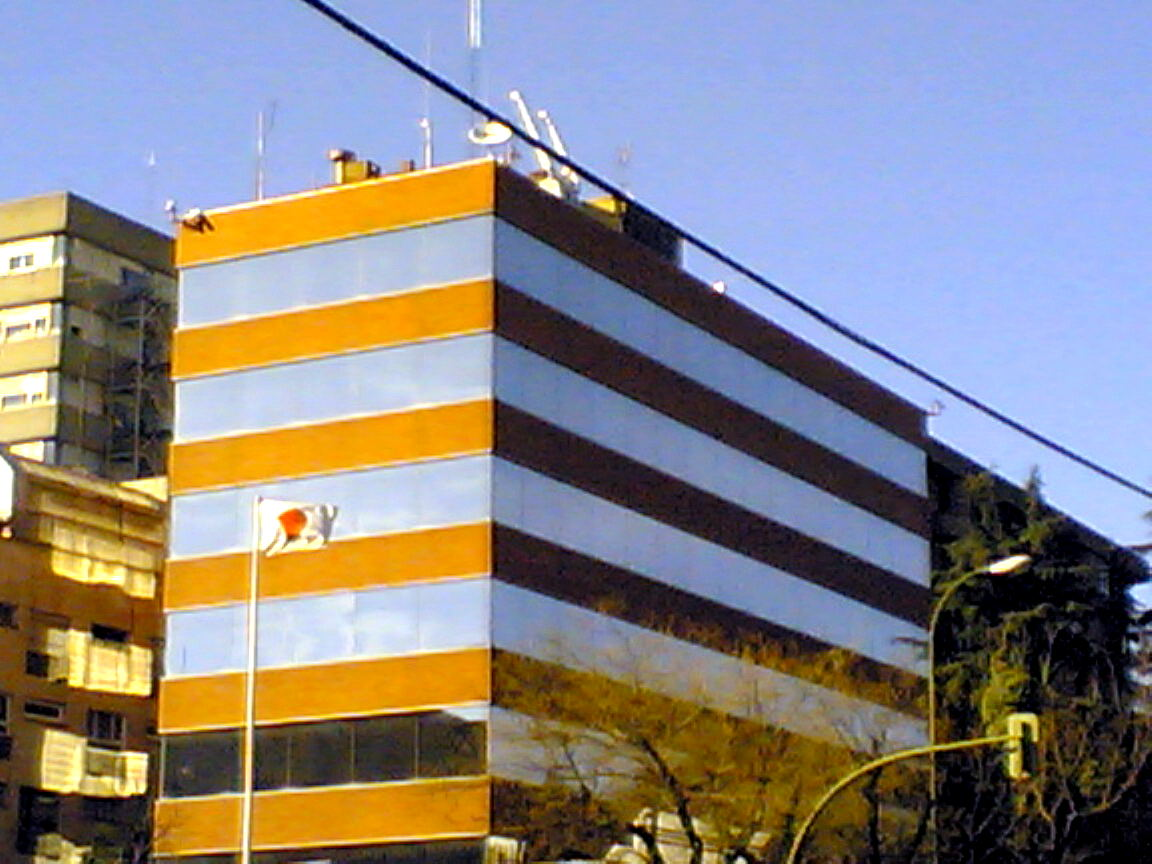
Japanische Botschaft in Madrid

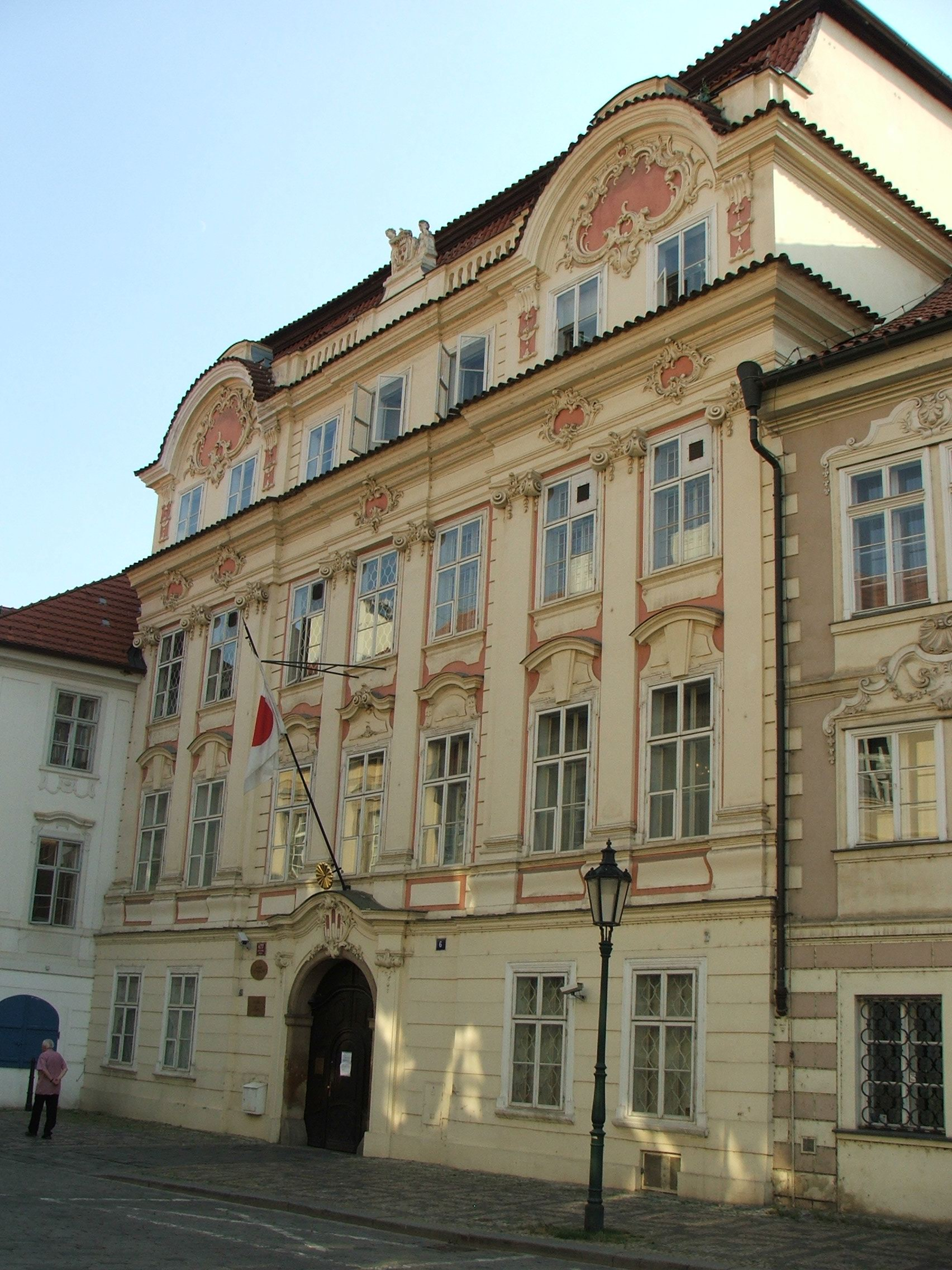
Japanische Botschaft in Prag

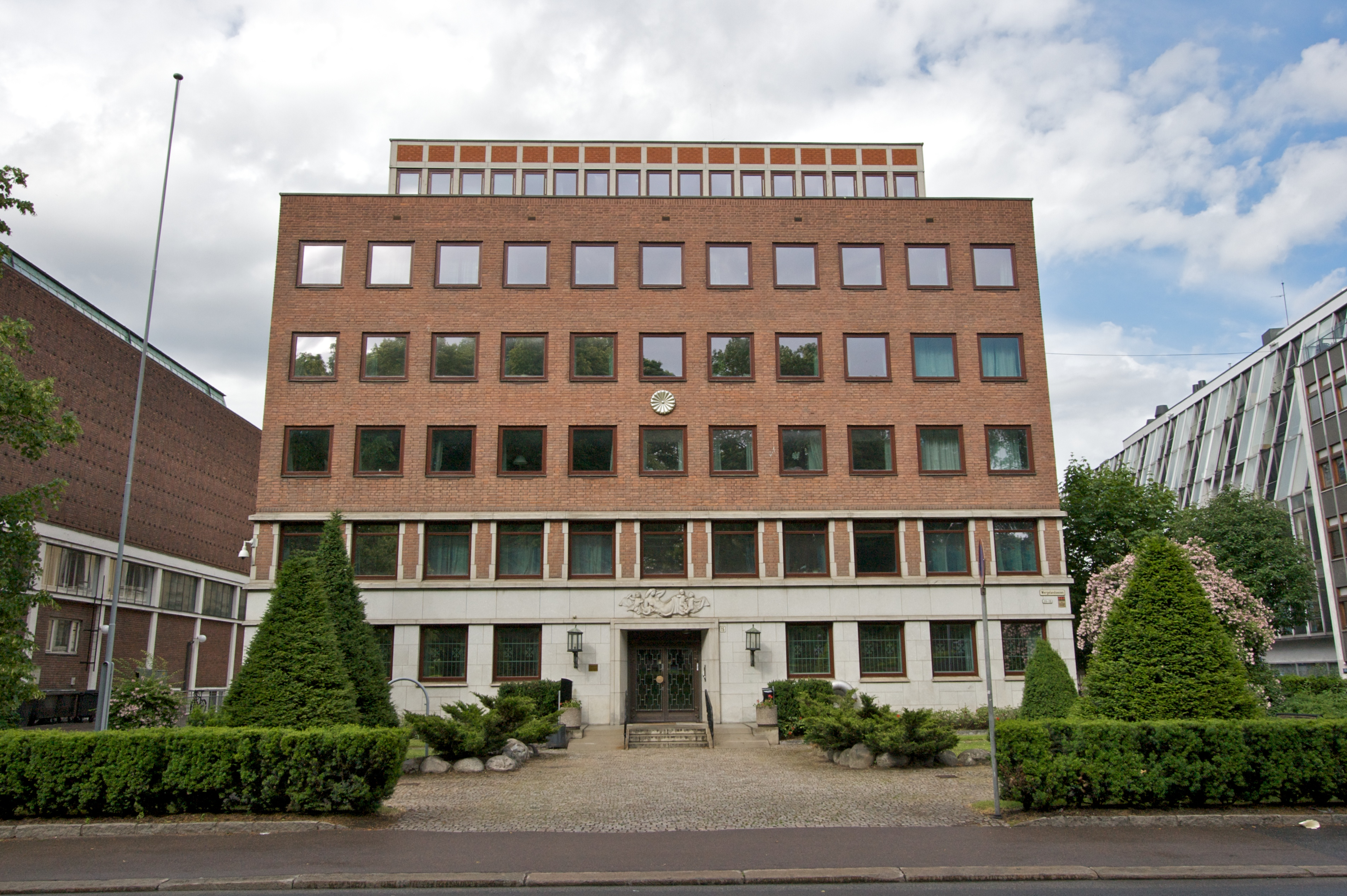
Japanische Botschaft in Oslo

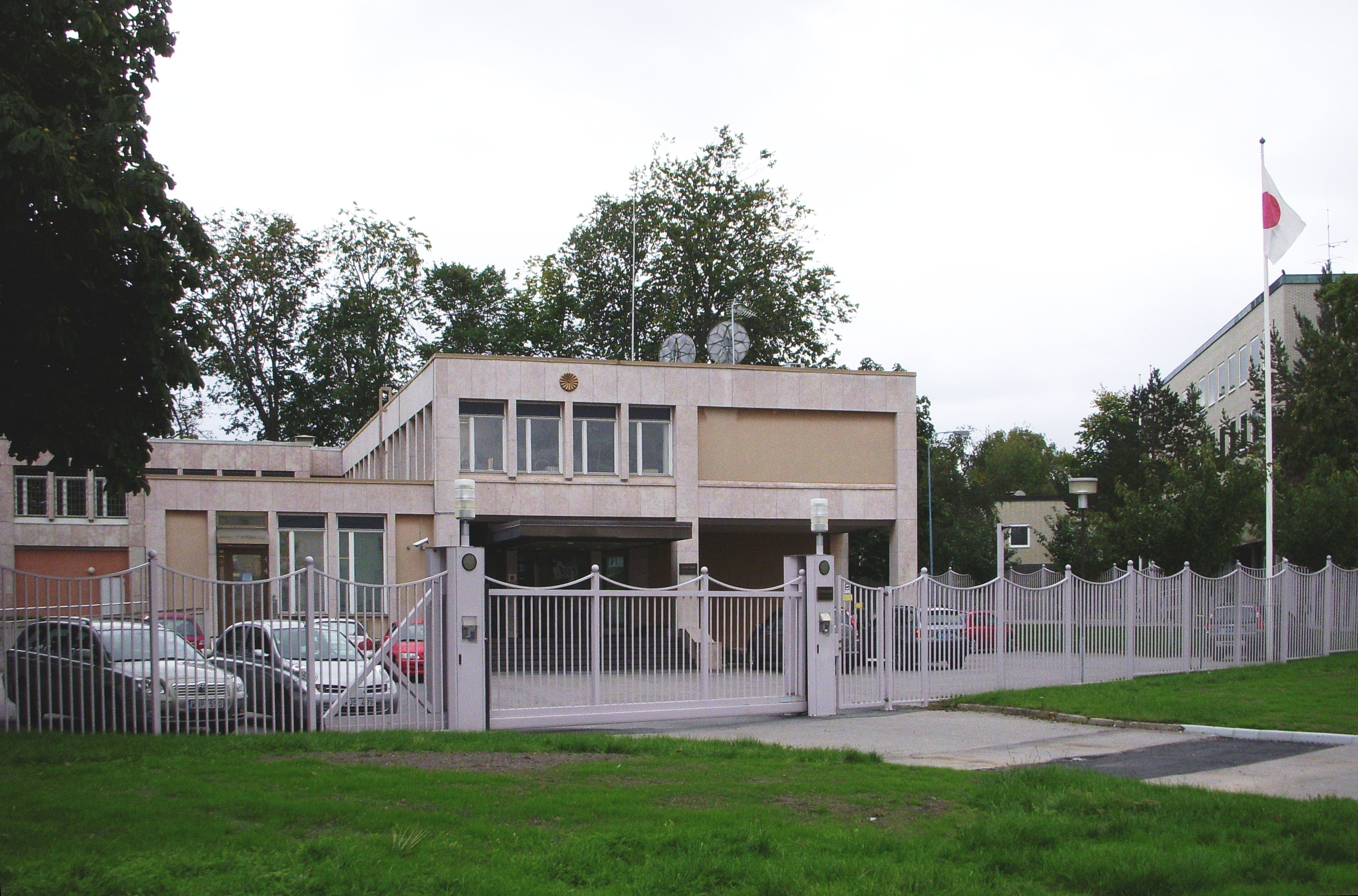
Japanische Botschaft in Stockholm

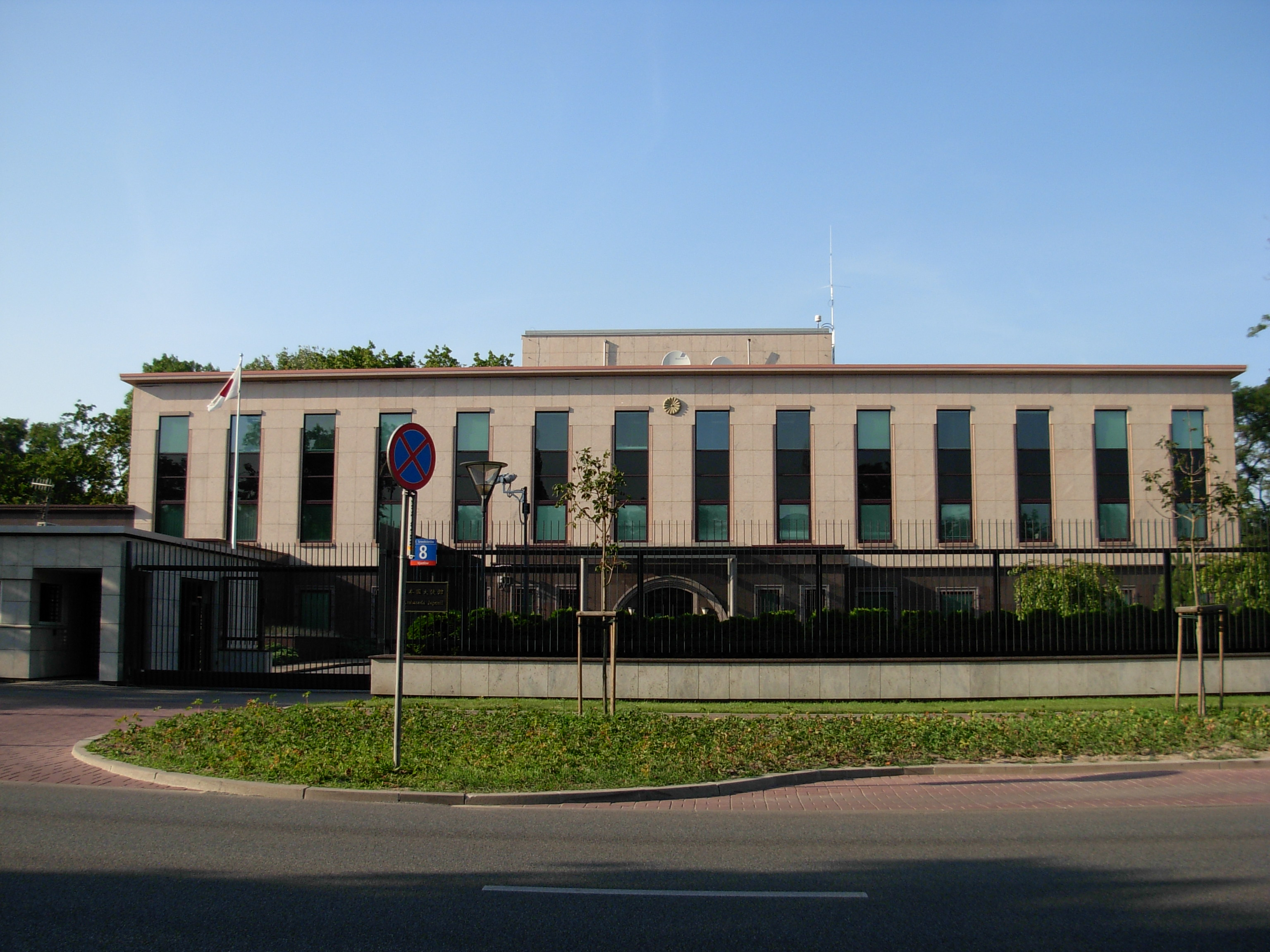
Japanische Botschaft in Warschau

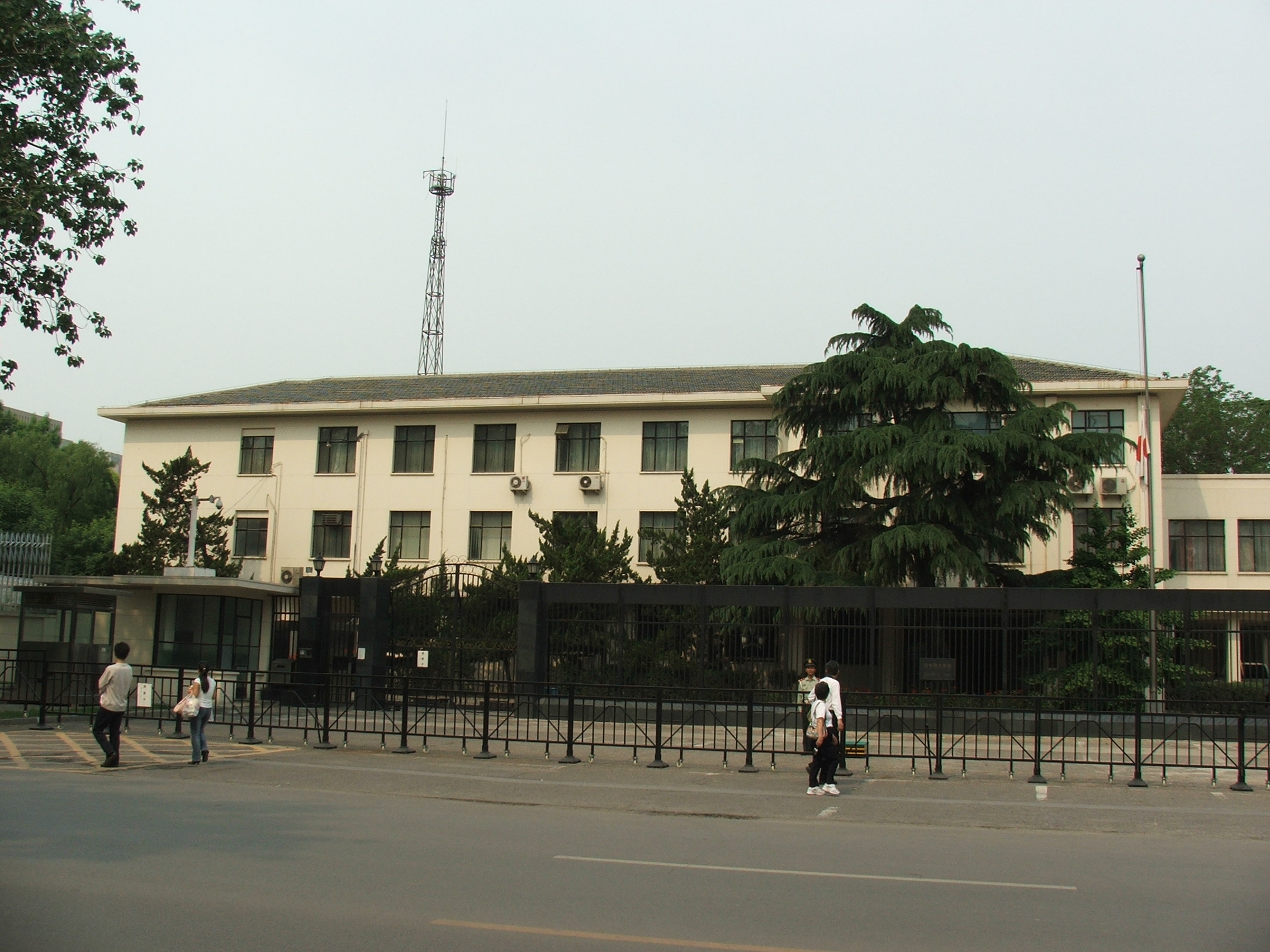
Japanische Botschaft in Peking

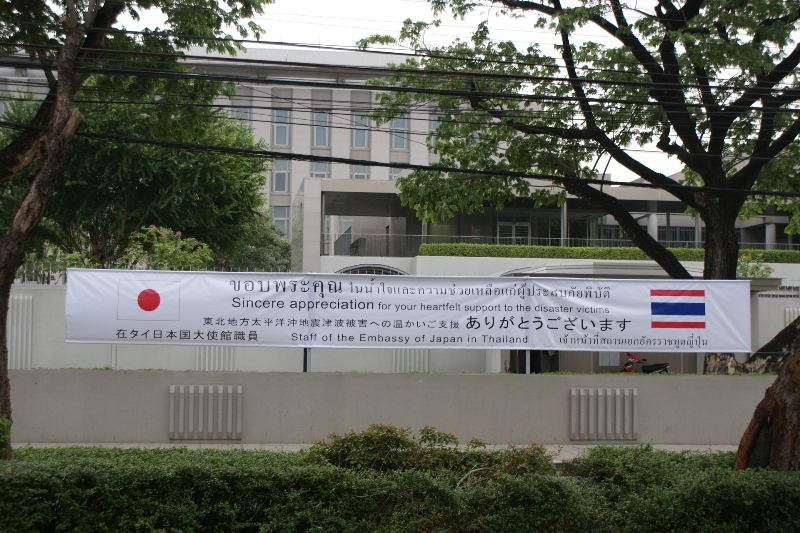
Japanische Botschaft in Bangkok

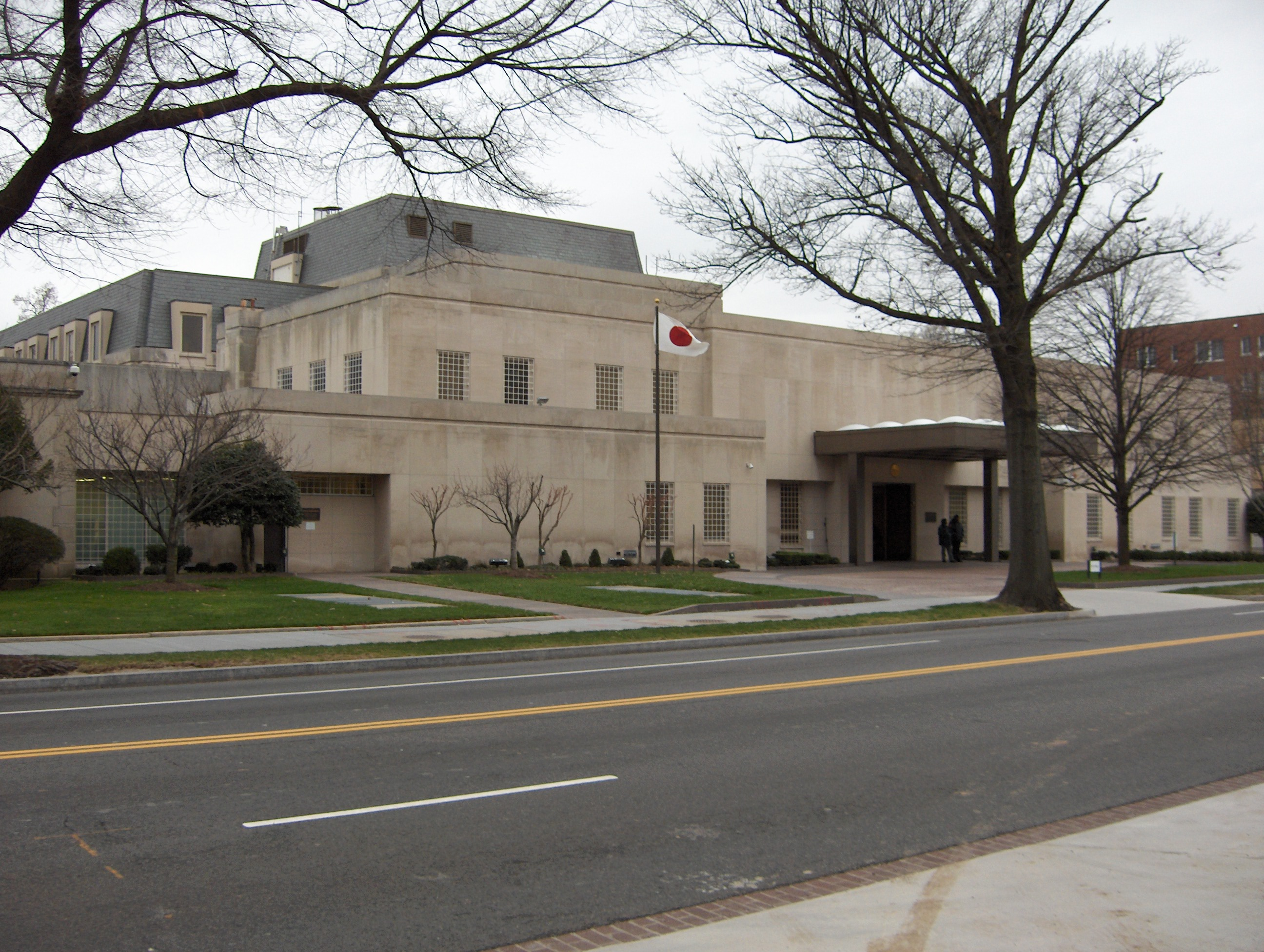
Japanische Botschaft in Washington, D.C.

### Afrika
| - Ägypten: Kairo, Botschaft - Algerien: Algier, Botschaft - Angola: Luanda, Botschaft - Äthiopien: Addis Abeba, Botschaft - Benin: Cotonou, Botschaft - Botswana: Gaborone, Botschaft - Burkina Faso: Ouagadougou, Botschaft - Demokratische Republik Kongo: Kinshasa, Botschaft - Dschibuti: Dschibuti, Botschaft - Elfenbeinküste: Abidjan, Botschaft - Gabun: Libreville, Botschaft - Ghana: Accra, Botschaft - Guinea: Conakry, Botschaft - Kamerun: Jaunde, Botschaft - Kenia: Nairobi, Botschaft - Libyen: Tripolis, Botschaft - Madagaskar: Antananarivo, Botschaft - Malawi: Lilongwe, Botschaft | - Mali: Bamako, Botschaft - Mauretanien: Nouakchott, Botschaft - Mauritius: Port Louis, Botschaft - Marokko: Rabat, Botschaft - Mosambik: Maputo, Botschaft - Namibia: Windhoek, Botschaft - Nigeria: Abuja, Botschaft - Ruanda: Kigali, Botschaft - Sambia: Lusaka, Botschaft - Senegal: Dakar, Botschaft - Simbabwe: Harare, Botschaft - Südafrika: Pretoria, Botschaft - Südafrika: Kapstadt, Konsulat - Sudan: Khartum, Botschaft - Südsudan: Juba, Botschaft - Tansania: Daressalam, Botschaft - Tunesien: Tunis, Botschaft - Uganda: Kampala, Botschaft |

### Asien
| - Afghanistan: Kabul, Botschaft - Armenien: Jerewan, Botschaft - Aserbaidschan: Baku, Botschaft - Bahrain: Manama, Botschaft - Bangladesch: Dhaka, Botschaft - Brunei: Bandar Seri Begawan, Botschaft - Volksrepublik China: Peking, Botschaft - Volksrepublik China: Chongqing, Generalkonsulat - Volksrepublik China: Dalian, Generalkonsulat - Volksrepublik China: Guangzhou, Generalkonsulat - Volksrepublik China: Hongkong, Generalkonsulat - Volksrepublik China: Shanghai, Generalkonsulat - Volksrepublik China: Shenyang, Generalkonsulat - Volksrepublik China: Qingdao, Generalkonsulat - Indien: Neu-Delhi, Botschaft - Indien: Chennai, Generalkonsulat - Indien: Kalkutta, Generalkonsulat - Indien: Mumbai, Generalkonsulat - Indien: Bangalore, Generalkonsulat - Indonesien: Jakarta, Botschaft - Indonesien: Denpasar, Generalkonsulat - Indonesien: Medan, Generalkonsulat - Indonesien: Surabaya, Generalkonsulat - Indonesien: Makassar, Konsulat - Irak: Bagdad, Botschaft - Irak: Erbil, Konsulat - Iran: Teheran, Botschaft - Israel: Tel Aviv, Botschaft - Jemen: Sanaa, Botschaft - Jordanien: Amman, Botschaft - Kasachstan: Astana, Botschaft - Katar: Doha, Botschaft - Kambodscha: Phnom Penh, Botschaft - Kirgisistan: Bischkek, Botschaft - Kuwait: Kuwait, Botschaft - Laos: Vientiane, Botschaft | - Libanon: Beirut, Botschaft - Malaysia: Kuala Lumpur, Botschaft - Malaysia: Penang, Generalkonsulat - Malaysia: Johor Bahru, Generalkonsulat - Malaysia: Kota Kinabalu, Konsulat - Malediven: Malé, Botschaft - Mongolei: Ulaanbaatar, Botschaft - Myanmar: Rangun, Botschaft - Nepal: Kathmandu, Botschaft - Oman: Maskat, Botschaft - Osttimor: Dili, Botschaft - Pakistan: Islamabad, Botschaft - Pakistan: Karatschi, Generalkonsulat - Palestina: Ramallah, Vertretung - Philippinen: Manila, Botschaft - Philippinen: Cebu, Konsulat - Philippinen: Davao, Konsulat - Saudi-Arabien: Riad, Botschaft - Saudi-Arabien: Dschidda, Generalkonsulat - Singapur: Singapur, Botschaft - Sri Lanka: Colombo, Botschaft - Südkorea: Seoul, Botschaft - Südkorea: Busan, Generalkonsulat - Südkorea: Jeju-si, Generalkonsulat - Syrien: Damaskus, Botschaft - Tadschikistan: Duschanbe, Botschaft - Taiwan: Taipei, Interverband - Taiwan: Kaohsiung, Interverband - Thailand: Bangkok, Botschaft - Thailand: Chiang Mai, Generalkonsulat - Turkmenistan: Aşgabat, Botschaft - Usbekistan: Taschkent, Botschaft - Vereinigte Arabische Emirate: Abu Dhabi, Botschaft - Vereinigte Arabische Emirate: Dubai, Generalkonsulat - Vietnam: Hanoi, Botschaft - Vietnam: Ho-Chi-Minh-Stadt, Generalkonsulat |

### Australien und Ozeanien
| - Australien: Canberra, Botschaft - Australien: Brisbane, Generalkonsulat - Australien: Melbourne, Generalkonsulat - Australien: Perth, Generalkonsulat - Australien: Sydney, Generalkonsulat - Australien: Cairns, Konsulat - Fidschi: Suva, Botschaft - Marshallinseln: Majuro, Botschaft - Föderierte Staaten von Mikronesien: Pohnpei, Botschaft | - Neuseeland: Wellington, Botschaft - Neuseeland: Auckland, Generalkonsulat - Neuseeland: Christchurch, Generalkonsulat - Palau: Koror, Botschaft - Papua-Neuguinea: Port Moresby, Botschaft - Salomonen: Honiara, Botschaft - Samoa: Apia, Botschaft - Tonga: Nukuʻalofa, Botschaft |

### Europa
| - Albanien: Tirana, Botschaft - Belgien: Brüssel, Botschaft - Bosnien und Herzegowina: Sarajevo, Botschaft - Bulgarien: Sofia, Botschaft - Dänemark: Kopenhagen, Botschaft - Deutschland: Berlin, Botschaft - Deutschland: Düsseldorf, Generalkonsulat - Deutschland: Frankfurt, Generalkonsulat - Deutschland: München, Generalkonsulat - Deutschland: Hamburg, Generalkonsulat - Estland: Tallinn, Botschaft - Finnland: Helsinki, Botschaft - Frankreich: Paris, Botschaft - Frankreich: Marseille, Generalkonsulat - Frankreich: Straßburg, Generalkonsulat - Frankreich: Lyon, Konsulat - Georgien: Tiflis, Botschaft - Griechenland: Athen, Botschaft - Island: Reykjavík, Botschaft - Irland: Dublin, Botschaft - Italien: Rom, Botschaft - Italien: Mailand, Generalkonsulat - Kroatien: Zagreb, Botschaft - Lettland: Riga, Botschaft - Litauen: Vilius, Botschaft - Luxemburg: Luxemburg, Botschaft - Nordmazedonien: Skopje, Botschaft - Moldau: Chișinău, Botschaft - Niederlande: Den Haag, Botschaft - Norwegen: Oslo, Botschaft | - Österreich: Wien, Botschaft - Polen: Warschau, Botschaft - Portugal: Lissabon, Botschaft - Rumänien: Bukarest, Botschaft - Russland: Moskau, Botschaft - Russland: Chabarowsk, Generalkonsulat - Russland: Juschno-Sachalinsk, Generalkonsulat - Russland: St. Petersburg, Generalkonsulat - Russland: Wladiwostok, Generalkonsulat - Schweden: Stockholm, Botschaft - Schweiz: Bern, Botschaft - Schweiz: Genf, Konsulat - Serbien: Belgrad, Botschaft - Slowakei: Bratislava, Botschaft - Slowenien: Ljubljana, Botschaft - Spanien: Madrid, Botschaft - Spanien: Barcelona, Generalkonsulat - Spanien: Las Palmas de Gran Canaria, Konsulat - Tschechien: Prag, Botschaft - Türkei: Ankara, Botschaft - Türkei: Istanbul, Generalkonsulat - Ukraine: Kiew, Botschaft - Ungarn: Budapest, Botschaft - Vereinigtes Königreich: London, Botschaft - Vereinigtes Königreich: Edinburgh, Generalkonsulat - Belarus: Minsk, Botschaft |

### Nordamerika
| - Costa Rica: San José, Botschaft - Dominikanische Republik: Santo Domingo, Botschaft - El Salvador: San Salvador, Botschaft - Guatemala: Guatemala-Stadt, Botschaft - Honduras: Tegucigalpa, Botschaft - Jamaika: Kingston, Botschaft - Kanada: Ottawa, Botschaft - Kanada: Calgary, Generalkonsulat - Kanada: Montreal, Generalkonsulat - Kanada: Toronto, Generalkonsulat - Kanada: Vancouver, Generalkonsulat - Kuba: Havanna, Botschaft - Mexiko: Mexiko-Stadt, Botschaft - Mexiko: León, Generalkonsulat - Nicaragua: Managua, Botschaft - Panama: Panama-Stadt, Botschaft - Trinidad und Tobago: Port of Spain, Botschaft - Vereinigte Staaten: Washington, D.C., Botschaft | - Vereinigte Staaten: Atlanta, Generalkonsulat - Vereinigte Staaten: Boston, Generalkonsulat - Vereinigte Staaten: Chicago, Generalkonsulat - Vereinigte Staaten: Denver, Generalkonsulat - Vereinigte Staaten: Detroit, Generalkonsulat - Vereinigte Staaten: Hagåtña, Guam, Generalkonsulat - Vereinigte Staaten: Honolulu, Generalkonsulat - Vereinigte Staaten: Houston, Generalkonsulat - Vereinigte Staaten: Los Angeles, Generalkonsulat - Vereinigte Staaten: Miami, Generalkonsulat - Vereinigte Staaten: Nashville, Generalkonsulat - Vereinigte Staaten: New York, Generalkonsulat - Vereinigte Staaten: San Francisco, Generalkonsulat - Vereinigte Staaten: Seattle, Generalkonsulat - Vereinigte Staaten: Anchorage, Konsulat - Vereinigte Staaten: Portland, Konsulat - Vereinigte Staaten: Saipan, Nördliche Marianen, Konsulat |

### Südamerika
| - Argentinien: Buenos Aires, Botschaft - Bolivien: La Paz, Botschaft - Brasilien: Brasília, Botschaft - Brasilien: Belém, Generalkonsulat - Brasilien: Curitiba, Generalkonsulat - Brasilien: Manaus, Generalkonsulat - Brasilien: Rio de Janeiro, Generalkonsulat - Brasilien: São Paulo, Generalkonsulat - Brasilien: Recife, Konsulat | - Brasilien: Porto Alegre, Konsulat - Chile: Santiago de Chile, Botschaft - Ecuador: Quito, Botschaft - Kolumbien: Bogotá, Botschaft - Paraguay: Asunción, Botschaft - Paraguay: Encarnación, Konsulat - Peru: Lima, Botschaft - Uruguay: Montevideo, Botschaft - Venezuela: Caracas, Botschaft |

## Vertretungen bei internationalen Organisationen
- Europäische Union: Brüssel, Delegation
- ASEAN: Jakarta, Ständige Vertretung
- Vereinte Nationen: New York, Ständige Vertretung
- Vereinte Nationen: Genf, Ständige Vertretung
- Vereinte Nationen: Wien, Ständige Vertretung
- UNESCO: Paris, Delegation
- OECD: Paris, Delegation
- Heiliger Stuhl: Vatikanstadt, Botschaft